# Nancré
Nancré est une ancienne commune d'Indre-et-Loire, annexée en 1832 par Marigny-Marmande.

## Démographie
| 1793 | 1800 | 1806 | 1821 | 1831 | 1832 |
| ---- | ---- | ---- | ---- | ---- | ---- |
| 212  | 228  | 249  | 189  | 242  | -    |